# 提圖斯山
提圖斯山（英語：Mount Titus），是南極洲的冰川，位於維多利亞地的博克格雷溫克海岸，屬於阿德默勒爾蒂山脈的一部分，海拔高度2,840米，美國地質調查局根據測量和該國海軍的空中照片繪入地圖，現時由南極條約體系管理。